# Elke Rehder

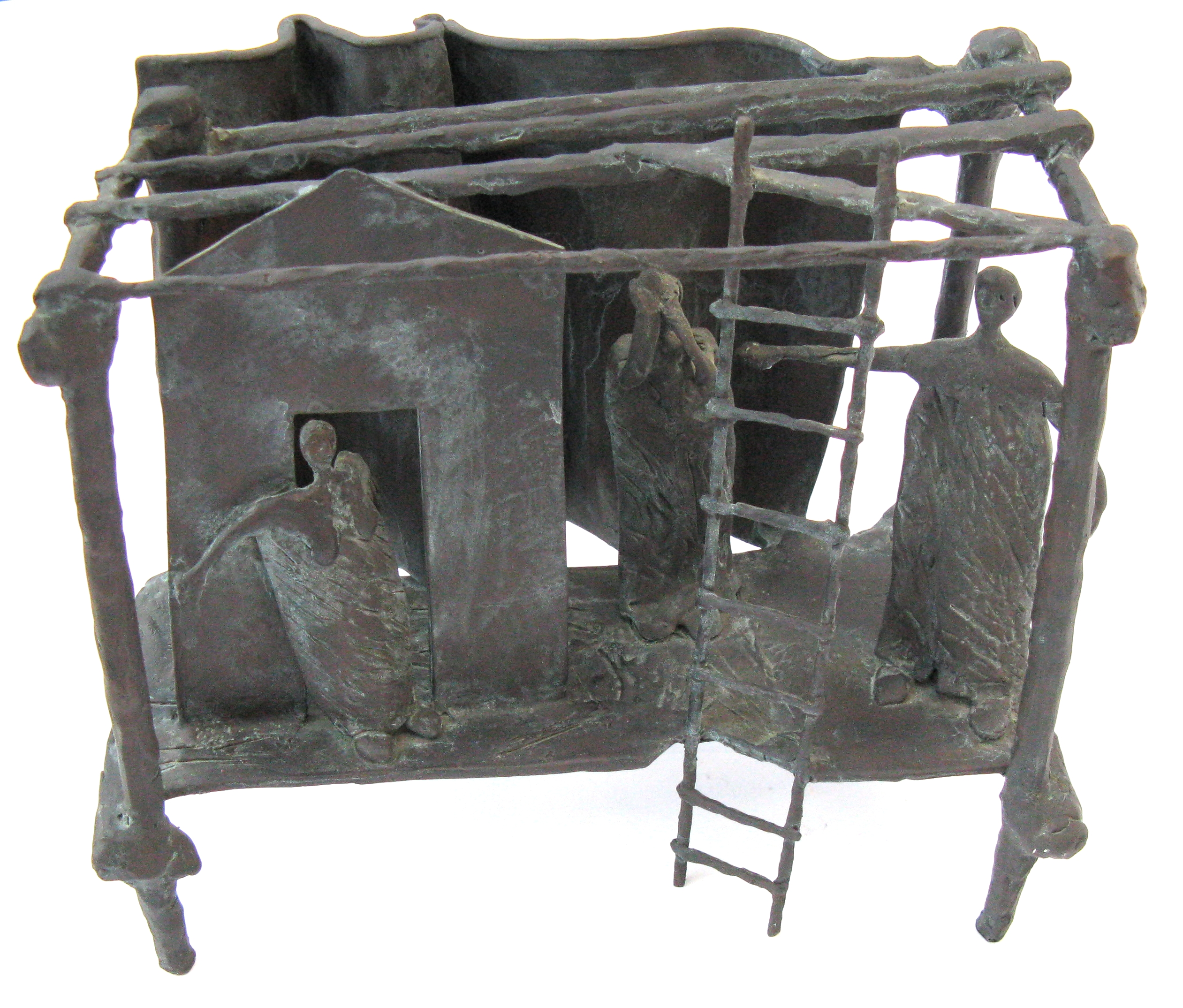
Rzeźba "Teatr" autorstwa Elke Rehder

Elke Rehder (ur. 4 maja 1953 w Hamburgu), niemiecka malarka, grafik i ilustratorka książek.
Studiowała w latach 1979 - 1980 na „Heatherley School of Fine Art“ w Londynie. Między 1984 a 1987 należała do „Paddington Art Society“ a od 1986 do 1996 grupy „Free Painters and Sculptors“. Zajmuje się rzeźbiarstwem. Tworzy swoje pracy ze stali, żelaza, miedzi, granitu, marmuru, jak też z brązu. Symbolika jej twórczości obraca się wokół motywu gry w szachy. Odwołuje się do znanego powiedzenia Borysa Spassky`ego "Szachy są jak życie".
W 1991 wystartowała w międzynarodowym projekcie „Kulturgesellschaft Europa", skupiającym osobistości ze świata kultury, sztuki, gospodarki i polityki.
W 1992 otrzymała pierwszą nagrodę Bernhard-Kaufmann-Gesellschaft z Worpswede. Osiadła następnie w Barsbüttel k. Hamburga, gdzie prowadziła własną pracownię, zajmując się akwafortą. Pogłębiała swoją znajomość malarstwa na Bundesakademie für kulturelle Bildung Wolfenbüttel u prof. Ulricha Teske. Potem uczęszczała do „Fachhochschule für Kunst und Gestaltung“ w Hamburgu. Podczas stypendium przebywała w Cuxhaven, zajmując się przede wszystkim malarstwem. Od tamtego czasu tworzy obrazy dużego formatu w technice olejowej, akrylowej i obiekty z ręcznie wyrobionego papieru.
Zainteresowała się kolejno literaturą i liryką w kontekście sztuki. Założyła w 1993 grupę "Elke Rehder Presse", propagującą sztukę poświęconą książce. Dzięki temu powstają bibliofilskie edycje książek zdobionych grafikami. Należy do zrzeszeń bibliofilskich. Udziela się w Lipskich Targach Książki (Leipziger Buchmesse) oraz Targach Książki we Frankfurcie n. Menem. Tworzy prace do powieści Kafki, Zweiga, Brechta, czy Hessego.
Jej prace znajdują się m.in. w Bibliotece Uniwersytetu Bazylei w Szwajcarii, Królewskiej Bibliotece w Hadze, British Library, Niemieckim Archiwum Literatury w Marbach, Bibliotece Kongresu oraz Austriackiej Bibliotece Narodowej w Wiedniu.

## Wystawy indywidualne
- 1992 Zamek Reinbek k. Hamburga
- 1993 Bundesministerium für Wirtschaft, Bonn
- 1993 Künstlerhaus Cuxhaven
- 1994 Stormarnhaus, Bad Oldesloe
- 1996 Drostei (Pinneberg)
- 1999 Eutiner Landesbibliothek, Eutin
- 2000 Büchergilde Gutenberg, Hamburg
- 2002 Literaturhaus Schleswig-Holstein, Kilonia
- 2003 Burg Beeskow, Kulturzentrum Landkreis Oder-Spree
- 2003 Saarländische Universitäts- und Landesbibliothek, Saarbrücken
- 2004 Niedersächsische Landesbibliothek, Hanower
- 2006 Gottfried Wilhelm Leibniz Bibliothek, Hanower